# Нефтяник (футбольный клуб, Ленинский район)
Нефтяник — советский футбольный клуб из Ленинского района. Основан не позднее 1972 года.

## Достижения
- Во второй лиге СССР — 16-е место (в зональном турнире второй лиги 1973 год).

## Результаты выступлений
| Сезон | Турнир                                   | Достижение |
| ----- | ---------------------------------------- | ---------- |
| 1972  | Чемпионат Таджикской ССР, 1 группа       | чемпион    |
| 1973  | Чемпионат СССР 1973, вторая лига, 6 зона | 16-е место |

## Известные игроки
- Гурман, Михаил Ильич.